# Giant Step
『Giant Step』（ジャイアント・ステップ）は、椎名慶治とMay'nのユニットAstronautsの1枚目のシングル。2012年1月25日にavex entertainmentから発売された。

## 解説
表題曲の「Giant Step」は、テレビ朝日系『仮面ライダーフォーゼ』のエンディングテーマ。カップリング曲の「ENDLESS PLAY」は、バンダイナムコゲームス『仮面ライダー クライマックスヒーローズ』、および「Giant Step」と同じく『仮面ライダーフォーゼ』のエンディングテーマ。同じくカップリング曲の「Giant Step Rock’n Roll States edit.」は、『仮面ライダーフォーゼ THE MOVIE みんなで宇宙キターッ!』の挿入歌に起用されている。
表題曲の「Giant Step」は、タイトルにも表れている通り、宇宙飛行士のニール・アームストロングの名言をモチーフとした楽曲。カップリング曲の「ENDLESS PLAY」は、「Astronauts feat.SHIINA」名義による椎名のみの歌唱の楽曲となっている。
CD+DVD盤とCD盤のみの2種類の仕様で発売され、DVDには「Giant Step」のミュージッククリップが収録されている。

## 収録内容

### CD
1. Giant Step
作詞:藤林聖子、作曲・編曲:鳴瀬シュウヘイ
2. ENDLESS PLAY
作詞:藤林聖子、作曲:TAKUYA、編曲:飯塚啓介・TAKUYA
3. Giant Step Rock’n Roll States edit.
作詞:藤林聖子、作曲:鳴瀬シュウヘイ、編曲:AYANO
4. Giant Step（instrumental）
5. ENDLESS PLAY（instrumental）
6. Giant Step Rock’n Roll States edit.（instrumental）

### DVD
1. Giant Step（Music Clip）

## カバーによる別バージョン
「Giant Step beltless edit.」
歌 - 土屋シオン&志保&冨森ジャスティン&坂田梨香子 / 作詞 - 藤林聖子 / 作曲 - 鳴瀬シュウヘイ
『仮面ライダーフォーゼ』10周年記念特別企画『仮面ライダーフォーゼ 10周年キターッ! ～青・春・再・会～』にて、JK役の土屋シオン、野座間友子役の志保、大文字隼役の冨森ジャスティン、風城美羽役の坂田梨香子の仮面ライダー部のメンバーを演じた4名によるカバー。